# ピアノソナタ第3番 (ベートーヴェン)
ピアノソナタ第3番（ピアノソナタだいさんばん）ハ長調作品2-3は、ルートヴィヒ・ヴァン・ベートーヴェンが1795年に完成したピアノソナタ。演奏時間は約22-26分。

## 概要
作品2の3曲のピアノソナタはまだベートーヴェンがボンに居た時代から構想が練られ、1793年に着手されると1795年の8月頃までに完成していたとみられている。同時期、もしくは時間を隔てずに書かれたと考えられる3曲はそれぞれが作曲者の異なる側面を写し出しており、本作はその中でも最も華麗な仕上がりをみせている。
3曲は1796年にウィーンのアルタリアから出版されて、まとめて「音楽博士ヨーゼフ・ハイドン氏」に献呈された。支援者のフェルディナント・フォン・ヴァルトシュタイン伯爵による「モーツァルトの精神をハイドンの手から受け取りなさい」という言葉に送られ、ハイドンに師事すべく故郷のボンを後にウィーンへと旅立ったベートーヴェンであったが、その指導力に不満を抱き1793年には既にハイドンの元を去っていた。両者の師弟関係はあまり幸福なものではなかったと考えられているものの、この献呈は2人が決定的な不和には至っていなかったことを示唆している。

## 楽曲構成

### 第1楽章
Allegro con brio 4/4拍子 ハ長調
ソナタ形式。冒頭より3度重音のトリルに導かれる第1主題が4声体書法で提示される（譜例1）。
譜例1
突如フォルテッシモとなりトレモロによる華麗な推移が置かれる。続いてト短調（譜例2）とト長調（譜例3）で新しい主題が歌われる。ともにソナタの主要主題たりえる性格を有する両主題は、いずれも1785年に作曲された少年期の習作であるピアノ四重奏曲 ハ長調 WoO.36-3からの引用である。
譜例2
譜例3
推移部に現れた華麗なパッセージが再度登場するとコデッタであり、3度にわたり上昇するアルペッジョの強奏に続いてユーモラスな素材を新たに導入すると、華やかに結ばれて提示部の反復となる。展開部は提示部コデッタで導入された素材によって開始されるものの、たちまち協奏曲然とした豪華なパッセージワークに支配される。静まると譜例1が再現されるが調性はニ長調であり、第1主題の動機を基にさらなる展開が行われる。主調で第1主題が奏されて再現部となり、譜例2がハ短調、譜例3がハ長調で順次再現される。コーダは大きく拡大されており、変イ長調で神秘的なアルペッジョが奏でられて次第に音量を増すとカデンツァが置かれる。譜例1をそのままの形で振り返ってピアニッシモに落ち着いた後、1小節半の全休止を経て一気に最大音量となり華々しく楽章に幕を下ろす。

### 第2楽章
Adagio 2/4拍子 ホ長調
自由なロンド形式。ハ長調の第1楽章に対してホ長調という遠い調性を選択しており、全体はABABAという構造になっている。ひとつ目の主題は優美な譜例4である。
譜例4
間もなく副主題がホ短調で提示される（譜例5）。オルガン音楽を思わせるような低音部と中音部の装飾的音型に加え、左手が右手と交差して高音部にため息のようなモチーフを置いていく。
譜例5
譜例5がフォルテッシモで奏されて盛り上がりを築くと、譜例4が再現される。その終わりに譜例4の主題冒頭が強奏されると、副主題が今度はホ長調で続く。再度、高音域で変奏されつつロンド主題が回想され、最後は穏やかな表情のコーダによって結ばれる。

### 第3楽章
Scherzo. Allegro 3/4拍子 ハ長調
諧謔的なスケルツォ楽章であり、第2番のソナタでの例に比べてよりスケルツォと呼ぶに相応しい内容となっている。楽章は対位法的な主題に始まる（譜例6）。
譜例6
冒頭17小節を反復すると同じ主題を用いた展開が行われ、再び主題へと回帰する。ここでは3拍目に付されたスフォルツァンドが特徴的である。中間楽節以降を繰りかえした後トリオへ至る。トリオはイ短調を取り、始終急速なアルペッジョがせわしなく奏される（譜例7）。
譜例7
トリオを終えるとスケルツォ・ダ・カーポとなり楽章冒頭へ戻る。最後にコーダが設けられており、スケルツォ部を閉じる跳躍音型を引き継ぐと次第に音量を弱めて消えるように終わる。

### 第4楽章
Allegro assai 6/8拍子 ハ長調
ロンドソナタ形式。陽気な雰囲気に貫かれて非常に華やかに彩られる一方、その技巧的な難渋さによっても知られる。まず3和音を保持したままスタッカートで軽やかに駆け上がるロンド主題が提示され（譜例8）、ただちに急速な16分音符のパッセージが続く。
譜例8
続いて重音を含む伴奏音型に乗り、ロンド主題とは対照的なト長調の流麗な主題が奏でられる（譜例9）。
譜例9
譜例9が1オクターヴ高い音域で繰り返され、経過を置くと譜例8が再現される。重音が連続する推移を経るとヘ長調の主題がドルチェで奏でられる（譜例10）。
譜例10
譜例10は前打音を伴うエピソードと交代しながら繰り返されて変奏されていく。スタッカートの上昇音型が主題の再来を予告し、ロンド主題の再現となる。次いで譜例9もハ長調でこれに続き、さらにトリルを伴って譜例8が奏される。その終わりには3重トリルも登場し、終盤まで協奏曲のような華やかさに事欠くことがない。最後は速度、音量を減じて静まっていくものの、最初のテンポに復帰すると同時にフォルテッシモとなり、堂々と全曲を締めくくる。